# Parnassius honrathi
Parnassius honrathi or Honrath's Apollo là một loài bướm ngày sinh sống ở vùng núi cao được tìm thấy ở Tajikistan và Afghanistan. Nó là thành viên của chi Parnassius thuộc họ Papilionidae.